# میخایلوفسکایا (شهرستان وینوگرادوفسکی، استان آرخانگلسک)
میخایلوفسکایا (به لاتین: Mikhaylovskaya) یک منطقهٔ مسکونی در روسیه است که در استان آرخانگلسک واقع شده‌است.